# Николлс, Оливия
Оливия Энн Николлс (англ. Olivia Ann Nicholls; род. 26 октября 1994, Норидж, Великобритания) — британская теннисистка. Полуфиналистка двух турниров Большого шлема в смешанном парном разряде (Уимблдон-2023, Чемпионат Австралии-2025); победительница трёх турниров WTA в парном разряде; бронзовый призёр Универсиады 2017 года в парном разряде.
С 2022 года Николлс представляет Великобританию на Кубке Билли Джин Кинг, где её рекорд W/L: 3—2. И дважды она становилась полуфиналисткой Кубка Билли Джин Кинг (2022, 2024).

## Спортивная карьера
В 2015—2024 годах стала победительницей девятнадцати турниров ITF в парном разряде.

### 2022
В начале марта 2022 года стала финалисткой в парном разряде турнира категории WTA 250 Lyon Open в Лионе (Франция) вместе с соотечественницей Алисией Барнетт, где они в финале проиграли дуэту Вера Звонарёва и Лаура Зигемунд со счётом 5-7, 1-6.
В конце июня 2022 года на Уимблдонском турнире в парном разряде вместе с соотечественницей Алисией Барнетт в первом раунде соревнований победили Кайю Канепи и Ренату Ворачова, но во втором круге проиграли Надежде Киченок и Йоане Ралуке Олару.
В августе 2022 года стала победительницей в парном разряде турнира категории WTA 250 Championnats de Granby в Гранби (Канада) вместе с соотечественницей Алисией Барнетт, где они в финале победили Хэрриет Дарт и Розали ван дер Хук со счётом 5-7, 6-3, [10:1].
В конце августа 2022 года в парном разряде на Открытом чемпионате США вместе с соотечественницей Алисией Барнетт в первом раунде соревнований проиграли Алексе Гуарачи и Андрее Клепач.
В декабре 2022 года в Лиможе (Франция) стала финалисткой турнира WTA 125 Чемпионат Лиможа в парном разряде вместе с соотечественницей Алисией Барнетт, где в финале они проиграли дуэту Марта Костюк и Оксана Калашникова со счётом 5-7, 1-6.

### 2023
В январе 2023 года в парном разряде на Открытом чемпионате Австралии вместе с соотечественницей Алисией Барнетт, в первом раунде соревнований проиграли Маркете Вондроушовой и Мириам Колодзиёвой.
В конце мая 2023 года на Открытом чемпионате Франции в парном разряде вместе с соотечественницей Алисией Барнетт, в первом раунде соревнований проиграла итальянкам Жасмин Паолини и Мартине Тревизан.
В начале июля 2023 года на Уимблдонском турнире в смешанном парном разряде вместе с соотечественником Джонни О’Мара дошла до полуфинала соревнований, в котором они проиграли Людмиле Киченок и Мате Павичу, — которые в итоге стали чемпионами этого турнира.
Она также участвовала в парном разряде этого турнира вместе со своей соотечественницей Алисией Барнетт, где они в первом раунде соревнований проиграли Лидии Морозовой и Ингрид Мартинс.
В конце июля 2023 года стала победительницей в парном разряде вместе с соотечественницей Алисией Барнетт 100-тысячного турнира ITF Open Araba en Femenino в Витория-Гастейсе (Испания), где они в финале победили Эстель Касино и Диану Марцинкевич со счётом 6-3, 6-4.

### 2024—2025
В начале марта 2024 года стала победительницей турнира в Остине категории WTA 250 в парном разряде вместе с австралийкой Оливией Гадецки, где они в финале победили Катажину Кава и Бибиану Схофс со счётом 6-2, 6-4.
В июне 2024 года вместе со словацкой тенниской Терезой Михаликовой стала финалисткой в парном разряде турнира WTA 250 в Хертогенбосе (Нидерланды), где в финале проиграли Ингрид Нил и Бибиане Схофс со счётом 6-7, 3-6.
В январе 2025 года на Открытом чемпионате Австралии в смешанном парном разряде вместе с соотечественником Генри Паттеном дошла до полуфинала соревнований, в котором они проиграли австралийской паре Кимберли Биррелл и Джон-Патрик Смит, — которые в итоге стали финалистами этого турнира.
В марте 2025 года вместе со словацкой тенниской Терезой Михаликовой стала финалисткой в парном разряде турнира категории WTA 1000 в Индиан-Уэлсе (США), где они в финале проиграли паре Эйжа Мухаммад и Деми Схюрс со счётом 2-6, 6-7(4).

## Итоговое место в рейтинге WTA по годам
| Год  | Одиночный рейтинг | Парный рейтинг |
| 2024 |                   | 39             |
| 2023 |                   | 107            |
| 2022 |                   | 63             |
| 2021 |                   | 187            |
| 2020 |                   | 324            |
| 2019 |                   | 362            |
| 2018 |                   | 273            |
| 2017 | 1000              | 460            |
| 2016 |                   | 471            |

## Выступления на турнирах

### Финалы турнировWTAв парном разряде (6)

#### Победы (3)
| Легенда:                    |
| --------------------------- |
| Турниры Большого шлема (0)* |
| Олимпиада (0)               |
| Итоговый турнир WTA (0)     |
| WTA 1000 (0)                |
| WTA 500 (0+1)               |
| WTA 250 (0+2)               |

| Титулы по покрытиям | Титулы по месту проведения матчей турнира |
| ------------------- | ----------------------------------------- |
| Хард (0+2)*         | Зал (0)                                   |
| Грунт (0)           | Зал (0)                                   |
| Трава (0+1)         | Открытый воздух (0+3)                     |
| Ковёр (0)           | Открытый воздух (0+3)                     |

* количество побед в одиночном разряде + количество побед в парном разряде.
| №  | Дата            | Турнир           | Покрытие | Партнёрша         | Соперницы в финале              | Счёт           |
| 1. | 27 августа 2022 | Гранби, Канада   | Хард     | Алисия Барнетт    | Розали ван дер Хук Хэрриет Дарт | 5-7 6-3 [10-1] |
| 2. | 3 марта 2024    | Остин, США       | Хард     | Оливия Гадецки    | Катажина Кава Бибиана Схофс     | 6-2 6-4        |
| 3. | 22 июня 2025    | Берлин, Германия | Трава    | Тереза Михаликова | Жасмин Паолини Сара Эррани      | 4-6 6-2 [10-6] |

#### Поражения (3)
| №  | Дата          | Турнир                  | Покрытие   | Партнёрша         | Соперницы в финале            | Счёт       |
| 1. | 6 марта 2022  | Лион, Франция           | Хард (зал) | Алисия Барнетт    | Вера Звонарёва Лаура Зигемунд | 5-7 1-6    |
| 2. | 16 июня 2024  | Хертогенбос, Нидерланды | Трава      | Тереза Михаликова | Ингрид Нил Бибиана Схофс      | 6-7(6) 3-6 |
| 3. | 15 марта 2025 | Индиан-Уэлс, США        | Хард       | Тереза Михаликова | Эйжа Мухаммад Деми Схюрс      | 2-6 6-7(4) |